# Подмотса
По́дмотса (эст. Podmotsa), ранее Подмоца, на местном наречии также Подмодса (эст. Podmodsa) и (редко) Подмеца (эст. Podmetsa) — деревня в волости Сетомаа уезда Вырумаа, Эстония. Исторически относится к нулку Тсятски. 
До административной реформы местных самоуправлений Эстонии 2017 года входила в состав волости Вярска уезда Пылвамаа.

## География и описание
Расположена на границе Эстонии и России, на берегу залива Кулье (название в России — река Кулейская). Расстояние до волостного центра — посёлка Вярска — 5,5 километра, до уездного центра — города Выру — 41 километр. Высота над уровнем моря — 31 метр. К деревне ведёт только одна дорога — улица Вярска-Подмотса (Värska–Podmotsa tee).
Климат переходный от морского к континентальному. Официальный язык — эстонский. Почтовый индекс — 64018.

## Число жителей
По данным переписи населения 2021 года, в Подмотса насчитывалось 12 жителей, все — эстонцы.
По данным переписи населения 2011 года, в деревне проживал 21 человек, все — эстонцы (сету в перечне национальностей выделены не были).
Численность населения деревни Подмотса по данным переписей населения СССР и Департамента статистики:
| Год  | 1959 | 1970 | 1979 | 1989 | 2000 | 2011 | 2017 | 2018 | 2019 | 2020 | 2021 |
| ---- | ---- | ---- | ---- | ---- | ---- | ---- | ---- | ---- | ---- | ---- | ---- |
| Чел. | 56   | ↘ 33 | ↘ 28 | ↘ 20 | ↘ 13 | ↗ 21 | ↘ 13 | → 13 | → 13 | ↘ 11 | ↗ 12 |

## История
В письменных источниках 1563 года деревня упоминается как Молгино Подмогилье, 1585 года — Исадъ Подмогилье, прим. 1652 года — Подмогилицы, 1732 года — Подмогилье (деревня и погост), прим. 1790 года — Подмогиля, 1885 года — Podmotsa, 1886 года — Podmolitsa, Подмогилицa, 1904 года — Potmolitsa, Potvitsa, Подмоги́лицъ, прим. 1920 года — Podmogolitsõ. В Переписной книге Печорского монастыря келаря старца Гурия 1652 года упоминается деревня Подмочилицы.
В XV веке деревня относилась в Кулейскому приказу. Погост, как место рыбной ловли, до 1764 года принадлежал Печерскому монастырю.
На военно-топографических картах Российской империи (1846–1867 годы), в состав которой входила Лифляндская губерния, деревня обозначена как Подмогилицы.
В XIX веке деревня входила в состав Кулейской общины и относилась к Кулейскому приходу (эст. Kulje kihelkond).

## Памятники культуры
На территории деревни есть 6 могильных курганов, которые находятся под охраной государства как памятники археологии. Ещё 2 кургана находятся на территории соседней деревни Велна. В Подмотса есть маленькое кладбище, в середине которого расположена часовня Подмотса (на диалекте сету — цяссон). Часовня и кладбище внесены в Государственный регистр памятников культуры Эстонии.

## Происхождение топонима
Эстонский языковед Юри Труусманн объясняет происхождение топонима словами под и могилa. Так как рядом с деревней находится кладбище, это представляется логичным. Эстонское название Подмотса Ю. Труусманн объясняет тем, что тамошние переселенцы-полуверцы (сету), потомки Чуди, не зная русского языка, «извратили на свой лад» русское название деревни.
Лингвист Тартуского университета Анжелика Штейнгольде предполагает, что топоним происходит от слова подмостье (мостки на берегу реки, где стирают бельё) или подмост  + -ье. В Псковской области есть деревня Подмогилье.

## Галерея
- Часовня Подмотса
- Вид из деревни Подмотса в сторону России

## Комментарии
1. ↑  Эстонские топонимы, оканчивающиеся на -а, не склоняются и не имеют женского рода (исключение — Нарва)[9].